# 엘비스 프레슬리가 선 레코드에서 녹음한 노래 목록

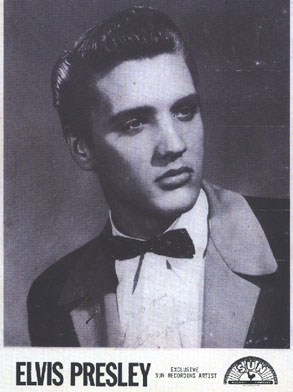
1954년경, 선 레코드에서 발행된 엘비스 프레슬리 홍보사진

1953년에서 1955년까지, 엘비스 프레슬리는 테네시주 멤피스의 선 스튜디오에서 최소 스물 네 곡을 녹음했다. 이 녹음들은 당시 멤피스에서 들을 수 있었던, 블루스, 리듬 앤 블루스, 복음성가, 컨트리 앤 웨스턴, 힐빌리, 블루그래스 같은 음악을 반영하고 있다. 이 음원들의 역사적 중요성 때문에 2002년에 미의회 국립 녹음 등재부에 등재되었다.
취입되었다고 알려진 24개의 곡 중, 22개 곡이 아직까지 현존한다. 이 중 10곡이, 선 레코드에서 1954년에서 1955년 새 발매한 싱글 다섯 장에 수록됐다. 프레슬리가 자비를 털어 녹음한 데모 네 곡은 그때까지 미발매 상태였다. 전곡을 샘 필립스가 프로듀싱하고, 스코티 무어가 기타, 빌 블랙이 베이스를 맡았다.
RCA 빅터에 들어간 뒤 1년 뒤, 프레슬리는 선 레코드를 방문하던 와중 칼 퍼킨스, 조니 캐시, 제리 리 루이스와 허물없는 즉흥 세션을 가지게 된다. 1956년 12월 4일 녹음된 이 만남은, 그 다음날 지역 신문에서 밀리언 달러 콰르텟이라고 이름 지어진다. 이 녹음물들은 대개 엘비스의 선 세션에 포함되지 않는다.

## 녹음 일람
아래는 1953-55년까지 녹음된 24곡과 그 밖의 녹음을, 녹음 일자에 따라 죽 합명한 것이다.
〈My Happiness〉
자비로 취입되었다. 원반은 보니 버간틴의 녹음으로, 1948년 발매된 것이다. 1953년 7월 18일 녹음.
〈That's When Your Heartaches Begin〉
자비로 취입되었다. 원반은 1937년 윌리엄 래스킨, 프레드 피셔, 조지 브라운 녹음이며, 1941년 잉크 스팟이 녹음한다. 1953년 7월 18일 녹음.
〈I'll Never Stand In Your Way〉
자비로 취입되었다. 하이 헤스작. 1954년 1월 4일 녹음.
〈It Wouldn't Be The Same Without You〉
자비 취입된 녹음의 네 번째, 최종 취입곡이다. 프레드 로즈작. 1954년 1월 4일 녹음.
〈I Love You Because〉
리언 페인이 캐피틀에서, 1949년경 발매한 것으로 추정되는 곡이다. 에디 피셔가 1950년 RCA 빅터에서 발매한다. 1954년 7월 5일 녹음(첫째 세션).
〈That's All Right〉
1947년 RCA 빅터가 발매한, 아서 "빅 보이" 크루덥 작곡, 녹음의 곡이다. 원제는 〈That's All Right (Mama)〉이되, 이후의 많은 녹음에서 '(Mama)'가 탈각된 〈That's All Right〉가 쓰인다. 1954년 7월 5일 녹음(첫째 세션).
프레슬리 반은 로큰롤의 효시 가운데 하나로 언급되거니와, 최초의 로큰롤 음반은 그보다 일렀다.
〈Harbor Lights〉
휴즈 윌리엄스 작곡, 지미 케네디 작사. 원반은 해리 오웬스 앤 히즈 로열 하와이언스로 추정된다. 1954년 7월 5일 녹음 추정(즉 첫째 세션).
4CD 박스 세트 《Today, Tomorrow And Forever》가 3테이크를 수록하고 있다.
〈Blue Moon of Kentucky〉
빌 먼로의 블루그래스 가요다. 원반은 빌 먼로 앤 히즈 블루그래스 보이스에 의한 녹음으로, 1947년 컬럼비아에서 발매되었다. 1954년 7월 7일 녹음.(첫째 세션)
1992년 음반 《The King of Rock 'n' Roll: The Complete 50s Masters》에 더 느리고 더 컨트리풍인 딴 테이크(1:03)가 수록돼 있다. 1974년 부틀렉으로 발매된 바 있다.
〈Blue Moon〉
R. 로저스 작곡, L. 하트 작사. 원반은 테드 피오 리토 앤 히즈 오케스트라의 녹음이며(Brunswick LA231=C 11/19/1934), 코니 보스웰도 그 근자에 녹음했다(Brunswick 16642, 1/15/1935). 1954년 8월 19일 녹음(둘째 세션).
〈Tomorrow Night〉
샘 코스로 작곡, 윌 그로즈 작사. 원반은 1948년 킹 레코드에서 발매된 로니 존슨의 녹음이다. 1954년 9월 10일 녹음(셋째 세션).
〈I'll Never Let You Go (Little Darlin')〉
지미 웨이클리작. 원반도 지미 웨이클리가 녹음하고 1943년 데카에서 발매되었다. 1954년 9월 10일 녹음(셋째 세션).
〈Satisfied〉
1954년 9월 10일 녹음(셋째 세션). 테이프 소실됨.
〈I Don't Care If The Sun Don't Shine〉
M. 데이비드작. 패티 페이지가 원반 녹음자로, 1950년 머큐리에서 발표했다. 1954년 9월 10일 녹음(셋째 세션).
딘 마틴 반이 엘비스 반에 혁혁히 영향을 준 듯함.
〈Just Because〉
시드니 로빈, 밥 셜튼, 존 셜튼 합작. 셜튼 브라더스가 원반 녹음자로서, 1933년 취입하고 1942년 데카에서 발행됨. 1954년 9월 10일 녹음(셋째 세션).
이 밖에도, 1933년 RCA 빅터에서 론스타 카우보이, 1929년 빅터 제품번호 V40273로서 넬스톤 하와이언스가 녹음. 프랭크 얀코빅도 녹음했으며, 이 덕분에 1948년 "국내의 주크박스들(on the Nation's Juke Boxes)" 순위에서 13위를 차지했다.
〈Good Rockin' Tonight〉
로이 브라운작. 디럭스를 통해, 로이 브라운 본인이 1947년에 처음 취입했다. 1948년 킹을 통해 "미스터 블루스" 해리스도 취입. 1954년 9월 10일 녹음(셋째 세션).
〈Milkcow Blues Boogie〉
코코모 아놀드작. 1935년 데카를 통해, 코코모 아놀드 본인이 가장 처음 녹음한 것으로 보임.
그 밖에 1941년 데카의 조니 리 윌스, 1946년 킹의 문 뮬리칸, 1946년 컬럼비아의 밥 윌스 앤 히즈 텍사스 플레이보이스도 녹음. 1954년 12월 8일 녹음(넷째 세션).
〈You're a Heartbreaker〉
잭 설리작. 1954년 12월 8일 녹음(넷째 세션).
〈Baby Let's Play House〉
아서 컨터작. 아서 건터 본인이 1954년 엑셀로에서 직접 녹음했다. 1955년 2월 11일(다섯째 세션).
1951년 에디 아놀드가 사이 코벤이 쓴 곡, 〈I Want to Play House with You〉를 취입했는데, 마치 같은 곡으로 착각되고 있으며, 엄연히 착각이다.
〈I Got a Woman〉
레이 찰스작. 1955년 2월 5일 녹음(다섯째 세션). 테이프 소실됨.
〈Trying to Get to You〉
로즈 마리 맥코이, 찰스 싱글톤 합작품. 1954년 머큐리의 더 이글스가 최초 녹음. 1955년 2월 11일 녹음(다섯째 세션, 당시 미발매).
2002년 《Sunrise》 라이너 노트에 따르면 프레슬리는 노래를 부르는 와중에 피아노를 연주했으며, 통설과 다르게 리듬 기타는 제가 연주한 것이 아니다. 피아노가 마이크 께에 있지 않아서, 배경에서 어렴풋이 들릴 뿐이다.
〈I'm Left, You're Right, She's Gone〉
스탠 케슬러, 윌리엄 테일러작. 1955년 3월 5일 녹음(여섯째 세션).
〈I Forgot to Remember to Forget〉
스탠 케슬러, 찰스 페더스작. 1955년 7월 11일 녹음(일곱째 세션).
〈Mystery Train〉
주니어 파커, 샘 필립스작. 원반은, 1953년 선에서 녹음된 리틀 주니어스 블루 플레임스의 녹음. 1955년 7월 11일 녹음(일곱째 세션).
〈When It Rains, It Really Pours〉
윌리엄 R. 에머슨작. 1955년 선에서 빌 에먼슨 본인이 녹음. 1955년 11월 20일 녹음(여덟째 세션).

### 밀리언 달러 콰르텟
선에서 RCA로 이적한 지 1년 지난 1956년 12월 4일, 엘비스는 선 레코드를 방문했다. 그날 오후는 칼 퍼킨스, 제리 리 루이스, 조니 캐시서껀의 잼 세션으로 발전했다. 이 과정의 녹음은 콰르텟이 의도한 것은 아니었으며, 그들은 단지 제가 아는 곡들을 연이어 불렀다. 40여곡이 녹음되었으며, 끝까지 부른 곡은 적다. 엘비스는 라스베이거스에서 본 가수에 대한 얘기를 하고, 〈Don't Be Cruel〉를 부르고, 그네들과 척 베리의 〈Brown Eyed Handsome Man〉를 구창한다.

## 루머상의 녹음
오랜 세월 동안, 이상의 음원 외에도 엘비스가 선 레코드에서 녹음했다는 음원들이 제기되어 왔다. 로이 카와 믹 파렌이 엮은 《엘비스: 레코드 도록》(Elvis: The Illustrated Record)은 아래 열거한 곡들을 엘비스가 선 레코드에서 녹음했다고 사료했다. 그러나 2009년까지 공문, 공식 레코드에서 존재가 입증된 바는 없다.
- 〈Tennessee Saturday Night〉: 1954년 7월 5-7일 2테이크 녹음. 카와 파렌에 따르면 RCA가 이 음원을 1965년 컴필레이션 음반 《Elvis for Everyone!》에 수록하는 것을 고려했지만, 그 대신 〈Tomorrow Night〉가 실리기로 되었다.[19]
- 〈Uncle Penn〉: 1954년 9월 9일 1테이크 녹음. 카와 파렌은, 〈Tomorrow Night〉가 녹음된 1954년 12월 8일날 세션 기문에 〈Uncle Penn〉이 실려 있음을 근거로 삼는다.[20] 하지만 이는 저자들이 녹음 일자로 제시한 9월 9일과 상충된다.[21]
- 〈Oakie Boogie〉: 1954년 12월 8일 1테이크 녹음.

## 같이 보기
- 밀리언 달러 콰르텟